# Дубочка
Дубочка је насеље у Србији у општини Петровац на Млави у Браничевском округу. Према попису из 2022. било је 379 становника.
Село је збијеног типа подужног облика, развијено у два правца: поред магистралног пута Пожаревац - Петровац и према Страчеву. Надморска висина села износи од 140 до 160 метра. Село је опкољено висовима: Приод (248 м) на североистоку, Црно поље (210 м) на југу и Бело поље (194 м) на северозападу. Кроз атар села протиче река Млава која овде прави многобројне меандре. Површина атара износи 1269 ha. Обухвата пет физиономских целина: Белу воду, Бољетин, Дубочку село, Млаву и Турски поток. У Браничевском тефтеру из 1467. године пописано је као село Дубока у области Ждрела, са 13 кућа и воденицом. Становништво је влашко, староседелачко и досељено из Баната, Црне реке, Мораве (Јасеново и Породин), Тимочке крајине, Ресаве (Бобово) и околних села (Кнежица и Манастирица). У атару су утврђене резерве лигнита.

## Демографија
У насељу Дубочка живи 480 пунолетних становника, а просечна старост становништва износи 46,3 година (42,3 код мушкараца и 49,8 код жена). У насељу има 175 домаћинстава, а просечан број чланова по домаћинству је 3,33.
Становништво у овом насељу веома је нехомогено.
|  |

| Демографија | Демографија | Демографија |
| Година      | Становника  | Становника  |
| ----------- | ----------- | ----------- |
| 1948.       | 1.094       |             |
| 1953.       | 1.057       |             |
| 1961.       | 1.052       |             |
| 1971.       | 1.033       |             |
| 1981.       | 1.004       |             |
| 1991.       | 918         | 718         |
| 2002.       | 482         | 858         |

| Етнички састав према попису из 2002.‍ | Етнички састав према попису из 2002.‍ | Етнички састав према попису из 2002.‍ | Етнички састав према попису из 2002.‍ | Етнички састав према попису из 2002.‍ |
| ------------------------------------ | ------------------------------------ | ------------------------------------ | ------------------------------------ | ------------------------------------ |
|                                      |                                      |                                      |                                      |                                      |
| Срби                                 | Срби                                 |                                      | 367                                  | 63,05%                               |
| Власи                                | Власи                                |                                      | 171                                  | 29,38%                               |
| Румуни                               | Румуни                               |                                      | 9                                    | 1,54%                                |
| непознато                            | непознато                            |                                      | 10                                   | 1,71%                                |

| Година пописа     | 1948. | 1953. | 1961. | 1971. | 1981. | 1991. | 2002. |
| ----------------- | ----- | ----- | ----- | ----- | ----- | ----- | ----- |
| Број домаћинстава | 273   | 268   | 267   | 252   | 226   | 207   | 175   |

| Број чланова      | 1  | 2  | 3  | 4  | 5  | 6  | 7  | 8 | 9 | 10 и више | Просек |
| ----------------- | -- | -- | -- | -- | -- | -- | -- | - | - | --------- | ------ |
| Број домаћинстава | 41 | 36 | 23 | 22 | 24 | 14 | 12 | 3 | 0 | 0         | 3,33   |

| Пол    | Укупно | Неожењен/Неудата | Ожењен/Удата | Удовац/Удовица | Разведен/Разведена | Непознато |
| ------ | ------ | ---------------- | ------------ | -------------- | ------------------ | --------- |
| Мушки  | 225    | 45               | 153          | 19             | 8                  | 0         |
| Женски | 270    | 24               | 153          | 71             | 21                 | 1         |
| УКУПНО | 495    | 69               | 306          | 90             | 29                 | 1         |

| Пол    | Укупно                    | Пољопривреда, лов и шумарство | Рибарство                            | Вађење руде и камена | Прерађивачка индустрија       |
| ------ | ------------------------- | ----------------------------- | ------------------------------------ | -------------------- | ----------------------------- |
| Мушки  | 133                       | 104                           | 0                                    | 1                    | 4                             |
| Женски | 116                       | 102                           | 0                                    | 0                    | 2                             |
| УКУПНО | 249                       | 206                           | 0                                    | 1                    | 6                             |
| Пол    | Производња и снабдевање   | Грађевинарство                | Трговина                             | Хотели и ресторани   | Саобраћај, складиштење и везе |
| Мушки  | 0                         | 4                             | 4                                    | 3                    | 1                             |
| Женски | 0                         | 0                             | 5                                    | 0                    | 0                             |
| УКУПНО | 0                         | 4                             | 9                                    | 3                    | 1                             |
| Пол    | Финансијско посредовање   | Некретнине                    | Државна управа и одбрана             | Образовање           | Здравствени и социјални рад   |
| Мушки  | 3                         | 1                             | 2                                    | 3                    | 2                             |
| Женски | 0                         | 0                             | 0                                    | 2                    | 2                             |
| УКУПНО | 3                         | 1                             | 2                                    | 5                    | 4                             |
| Пол    | Остале услужне активности | Приватна домаћинства          | Екстериторијалне организације и тела | Непознато            | Непознато                     |
| Мушки  | 0                         | 0                             | 0                                    | 1                    | 1                             |
| Женски | 2                         | 1                             | 0                                    | 0                    | 0                             |
| УКУПНО | 2                         | 1                             | 0                                    | 1                    | 1                             |